# Foro Nacional de la Bicicleta (México)
El Foro Nacional de la Bicicleta es un evento anual que se celebra en México, reuniendo a activistas, especialistas en movilidad activa y autoridades para discutir y promover el uso de la bicicleta como medio de transporte sostenible. Su objetivo es impulsar una movilidad que transforme el espacio público, fomente los viajes a pie y en bicicleta, y contribuya a la salud, equidad y sostenibilidad urbana.

## Historia
El Foro Nacional de la Bicicleta (FNB) nació en 2023 como una iniciativa surgida durante el Foro Mundial de la Bicicleta 12 (FMB12), celebrado en la Alcaldía Gustavo A. Madero, Ciudad de México. En ese espacio, colectivos y activistas ciclistas propusieron crear un encuentro nacional que respondiera a los contextos y necesidades específicas de la movilidad en bicicleta en México.
Desde su creación, el FNB se ha convertido en un punto de encuentro para promover políticas públicas y prácticas que fortalezcan la movilidad activa y segura en las ciudades del país.
Entre sus objetivos principales se encuentran:
- Promover una movilidad que transforme el espacio público para que más personas puedan caminar y andar en bicicleta de forma segura, como respuesta a los desafíos ambientales, de salud y equidad.
- Impulsar políticas públicas alineadas con la Ley General de Movilidad y Seguridad Vial que prioricen a peatones y ciclistas.
- Fomentar que una proporción significativa de los viajes urbanos se realice a pie o en bicicleta, contribuyendo así a reducir emisiones, siniestros viales y congestión, y a mejorar la salud pública, la economía local y la cohesión social.

El foro convoca a colectivos ciclistas, organizaciones civiles, autoridades, académicos y ciudadanía interesada en la movilidad sostenible. Las actividades incluyen conferencias, talleres, exposiciones, proyecciones y actos culturales centrados en temas como infraestructura ciclista, educación vial, accesibilidad y seguridad en entornos urbanos.

## Sedes

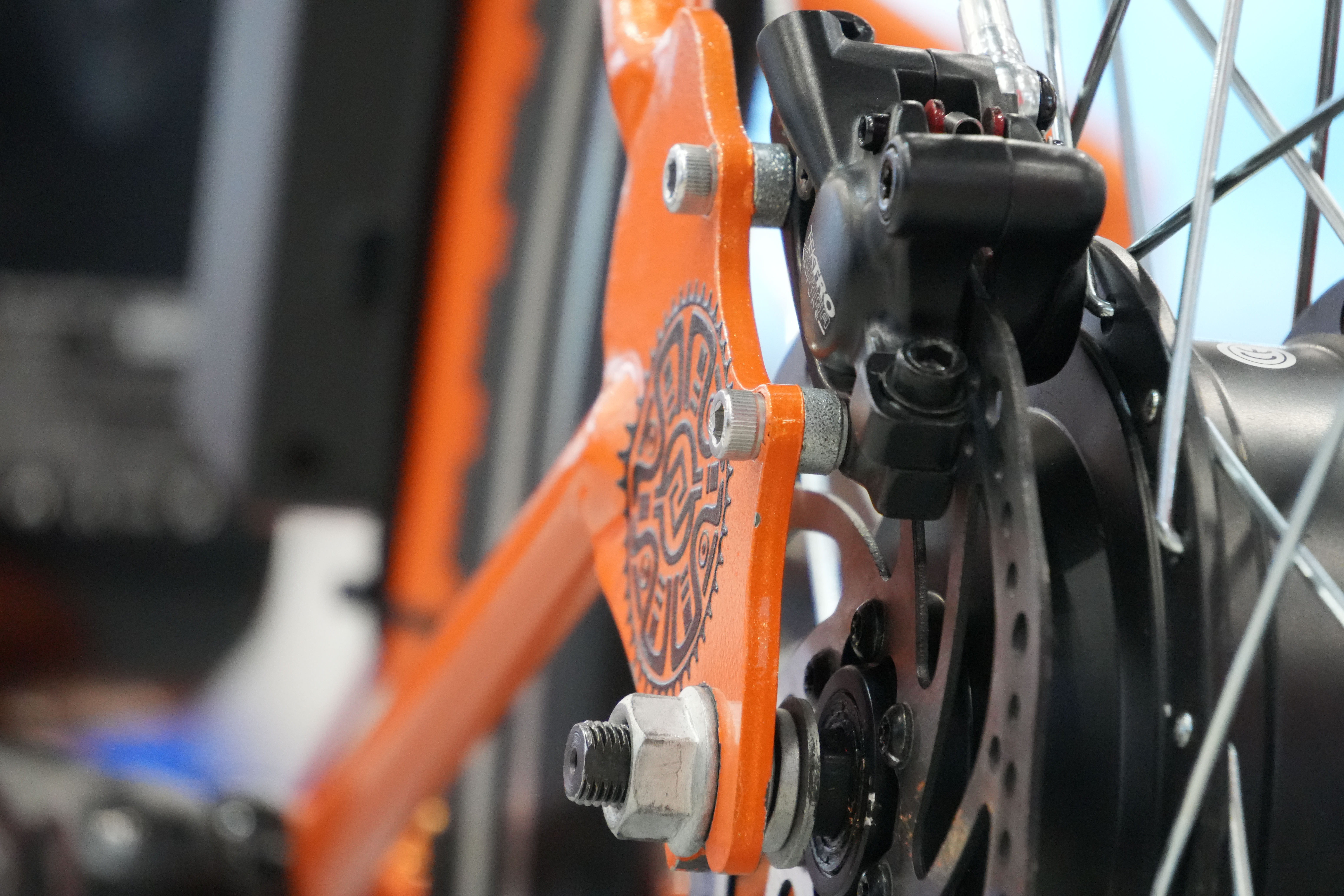
Exposición de bicicletas en el 2o Foro Nacional de la Bicicleta en México, Querétaro 2025

Primer Foro Nacional de la Bicicleta en Mérida (2024)
El Primer Foro Nacional de la Bicicleta se realizó del 20 al 23 de junio de 2024 en Mérida, Yucatán. Fue organizado por Cicloturixes A.C. y Vive Fundación A.C., con el apoyo del Gobierno del Estado, el Ayuntamiento de Mérida, la Universidad Autónoma de Yucatán y la Universidad de las Artes de Yucatán.
El programa incluyó más de 60 actividades centradas en cinco ejes: salud, medio ambiente, cultura, espacio público y seguridad vial. Se llevaron a cabo conferencias, talleres, mesas de diálogo y rodadas en espacios como el Palacio de la Música, el Gran Museo del Mundo Maya y el Centro Cultural Olimpo.

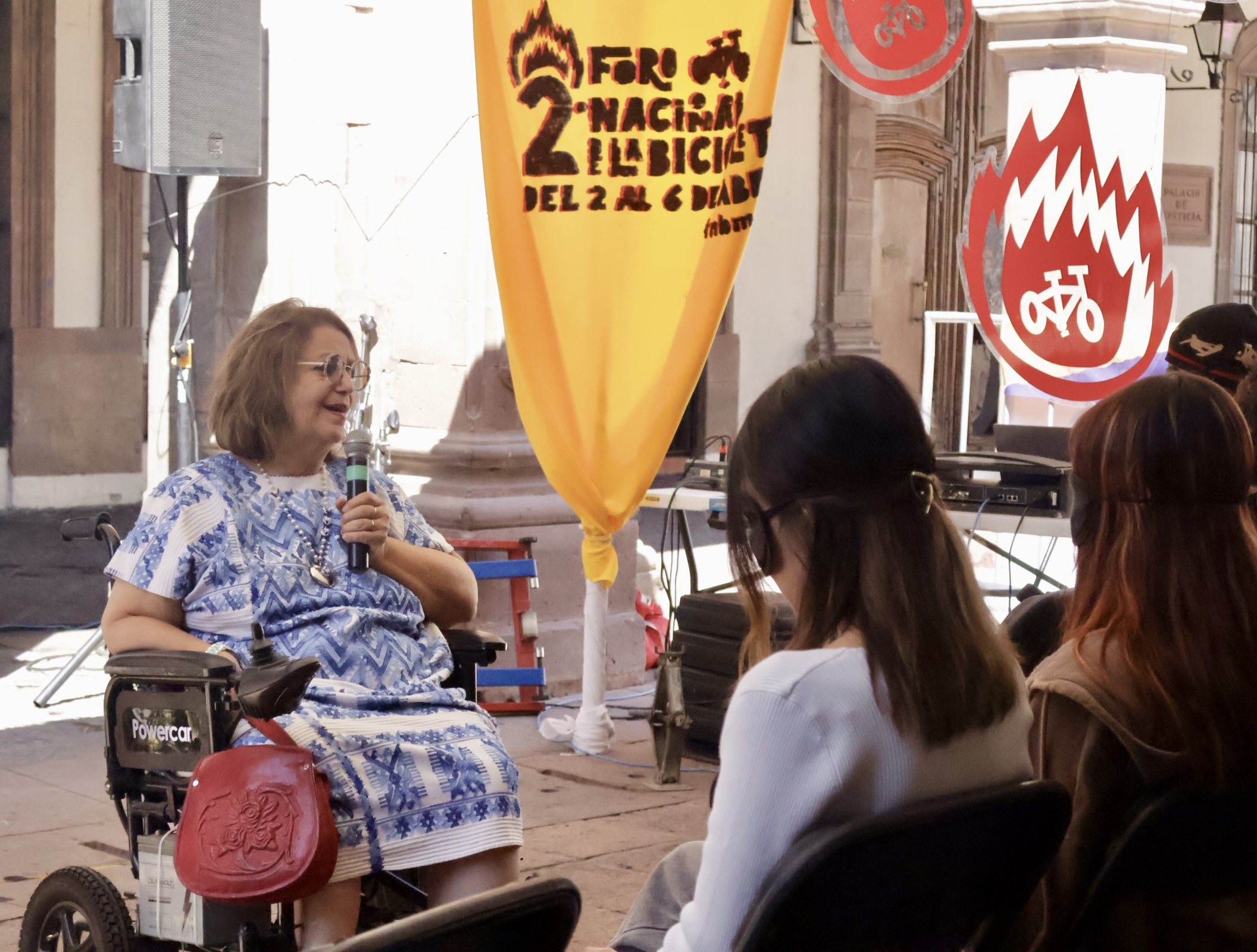
Conferencia Magistral de Ana Yolanda López Domínguez en el Foro Nacional de la Bicicleta 2025 en Querétaro

Segundo Foro Nacional de la Bicicleta en Querétaro (2025)
Del 2 al 6 de abril de 2025, el municipio de Querétaro fue sede del Segundo Foro Nacional de la Bicicleta, bajo el lema “Haciendo visible lo InBICIble”.  El encuentro fue organizado por 13 organizaciones, colectivos y activistas como: Amix Ciclistas, Ciudad Justa, Ciudades con las Patas, Ciclismo Urbano Qro., Ciclismo FCN, El Sendero, Karem en Bici, Laboratorio de Movilidad de la Universidad Autónoma de Querétaro, Netas Ciudadanas, Pedaleanda, Proyecto Maleza, Coalición QM21, Rodadas Épicas y Saca la Bici.
El Foro incluyó más de 60 actividades públicas, organizadas en distintos formatos como conferencias, mesas de diálogo, funciones de teatro, proyecciones documentales, presentaciones editoriales, talleres, exposiciones, rodadas y un concurso de cortometrajes sobre movilidad. Las actividades se realizaron en varios municipios del estado, incluyendo Querétaro, Corregidora y, el pueblo mágico de Bernal, con el objetivo de involucrar a diferentes sectores de la población en distintas localidades.
El foro contó con la participación de personas provenientes de diversos estados del país, entre ellos Ciudad de México, Estado de México, Guanajuato, Hidalgo, Jalisco, Michoacán, Nayarit, Nuevo León, Oaxaca, Puebla, Querétaro, San Luis Potosí, Sonora, Tlaxcala y Yucatán, así como representantes internacionales de España y Uruguay.
Los temas abordados incluyeron:

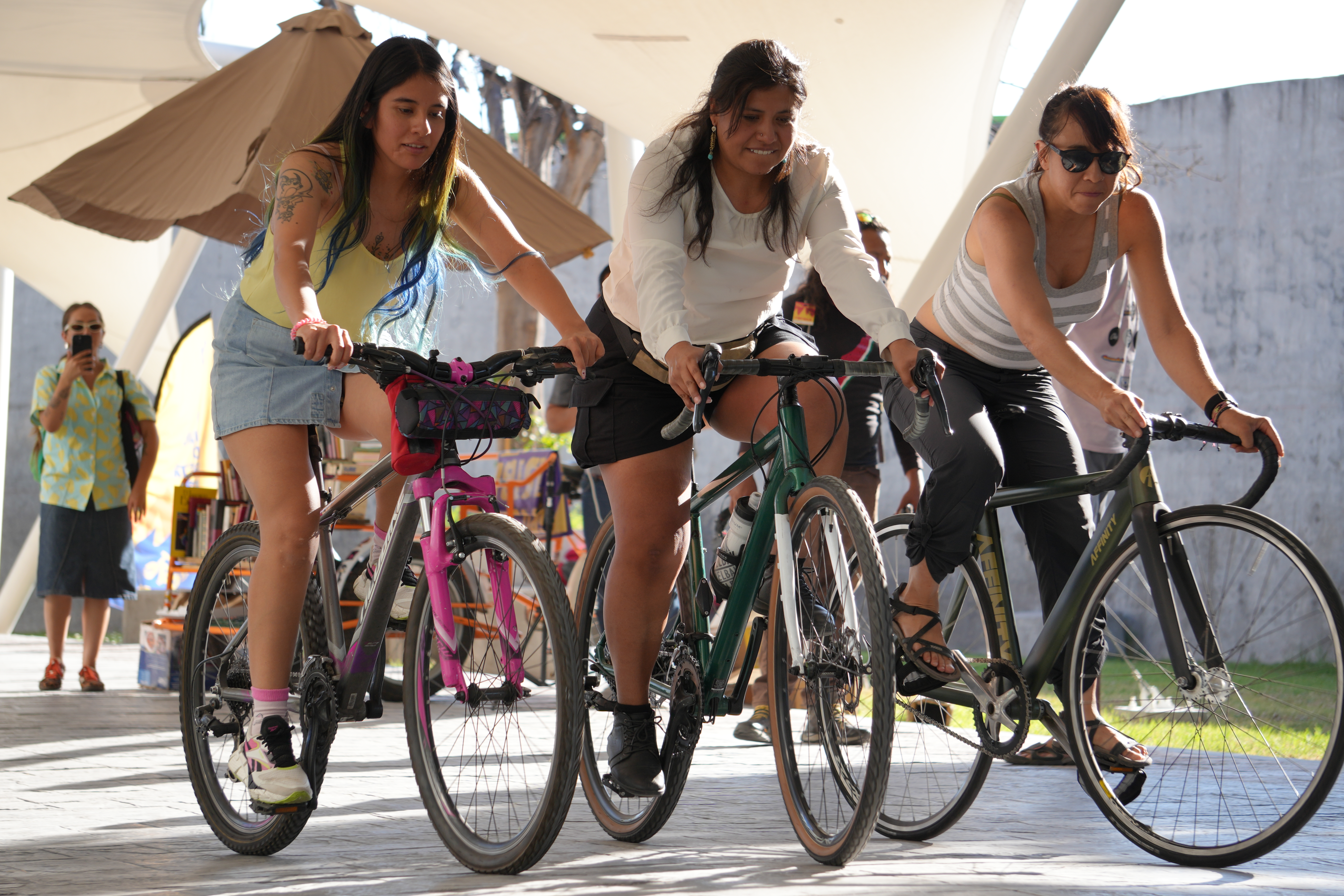
Ciclistas en el Foro Nacional de la Bicicleta en México, Querétaro 2025

- Diversidad y derechos humanos en el uso del espacio público.
- Perspectiva de género en la movilidad.
- Participación de infancias y juventudes.
- Diseño urbano y medio ambiente.
- Accesibilidad para personas adultas mayores y personas con discapacidad.
- Seguridad vial y experiencias de familiares de víctimas viales.
- Relación entre salud pública y cicloturismo.